# Tim Keller
Timothy James Keller, conhecido como Tim Keller, (Allentown, 23 de setembro de 1950 – Nova Iorque, 19 de maio de 2023) foi um teólogo, pastor presbiteriano e apologista cristão. Ele foi o presidente e cofundador da Redeemer City to City, que treina pastores para o serviço em todo o mundo. Ele também foi o pastor fundador da Igreja Presbiteriana do Redentor (Redeemer Presbyterian Church) na cidade de Nova York e autor dos livros best-sellers do The New York Times, O Deus pródigo: Recuperando a essência da fé cristã (2008), Oração: experimentando intimidade com Deus (2014) e A Fé na era do ceticismo (2016).

## Biografia
Timothy James "Tim" Keller nasceu em Allentown, Pensilvânia, sendo filho de Louise A. Keller (Clemente) e William B. Keller, gerente de propaganda na televisão.
Graduou-se em Bachelor of Arts pela Universidade Bucknell (1972). Fez mestrado em Divindade (magister divinitatis) pelo Seminário Teológico Gordon–Conwell (1975). Em 1981, doutorou-se em Ministério (Doctor of Ministry) pelo Seminário Teológico Westminster, sob a orientação de Harvie M. Conn, pastor da Igreja Presbiteriana Ortodoxa.
Tim foi convertido ao cristianismo quando estava na Bucknell University, devido ao ministério da InterVarsity Christian Fellowship (veja Aliança Bíblica Universitária do Brasil), tendo tornado-se membro deste ministério posteriomente.
Keller foi ordenado pastor pela Igreja Presbiteriana na América (P.C.A.), tendo pastoreado a na Igreja Presbiteriana West Hopewell, em Hopewell, no estado da Virgínia, por nove anos, enquanto servia como diretor na P.C.A.
Posteriormente, em 1989, Tim Keller foi recrutado pela P.C.A. para iniciar a Igreja Presbiteriana do Redentor (Redeemer Presbyterian Church) em Manhattan, apesar de sua pouca experiência, após dois outros pastores rejeitarem o cargo. Atualmente, a Igreja Presbiteriana do Redentor recebe, em média, 5 000 visitantes por semana.
Atualmente, mora em Roosevelt Island com sua esposa Kathy, com quem tem três filhos: David, Michael e Jonathan.
Em junho de 2020, revelou ter sido diagnosticado com câncer de pâncreas. Acabou falecendo no dia 19 de maio de 2023.

## Ministério
A Igreja Presbiteriana Redentor cresceu de 50 pessoas para uma assistência total de mais de 5 000 pessoas a cada domingo a partir de 2008, levando alguns a chamar Keller de "o evangelista cristão de maior sucesso na cidade [de Nova York]". Em 2004, a "Christianity Today" elogiou a Redeemer como "uma das congregações mais vitais de Manhattan".
A ênfase da Redeemer com trabalho com jovens profissionais urbanos, que Keller acredita exibir uma influência desproporcional sobre a cultura e suas ideias, deu à referida igreja uma composição incomum para uma megaigreja dos Estados Unidos. A maioria da congregação é composta de adultos solteiros; também tem mais de quarenta por cento asiático-americano e tem muitos congregantes trabalhando nas áreas das artes e dos serviços financeiros. Em sua pregação, "ele dificilmente se esquiva de verdades cristãs difíceis, [mas] soa diferente de muitas das vozes evangélicas estridentes na esfera pública." Keller frequentemente critica ambos os partidos políticos estadunidenses de maior relevância (Democratas e Republicanos) e evita tomar posições públicas sobre questões políticas, resultando em uma igreja politicamente centrista.
A Igreja Presbiteriana Redentor também fundou a Hope for New York, uma organização sem fins lucrativos que envia voluntários e doações para mais de 40 ministérios religiosos atendendo às necessidades sociais na cidade de Nova York, o Center for Faith and Work para treinar profissionais em teologia cristã, e a Redeemer City to City para treinar e financiar pastores em Nova York e outras cidades.
Keller é cofundador da The Gospel Coalition, um grupo de líderes reformados dos Estados Unidos. Sua orientação de líderes da igreja mais jovens, como Scott Sauls em Nashville e Steve Chong em Sydney, aumentou sua influência globalmente.
Em 1 de julho de 2017, Keller deixou o cargo de pastor sênior da Igreja Presbiteriana Redentor. A mudança era parte de uma visão mais ampla de mudar seus esforços da pregação para treinar a próxima geração de líderes de igrejas e começar novas igrejas em cidades globais, passando por Redeemer City to City.

## Teologia
Keller evita o rótulo de "evangélico" por causa de sua conotação política e fundamentalista, preferindo ser chamado de ortodoxo porque "ele acredita na importância da conversão pessoal ou de 'nascer de novo' e na plena autoridade da Bíblia". Ele se identifica com a teologia calvinista, embora tenha sido criticado por alguns naquela tradição por sua interpretação moderna de suas doutrinas. Ele foi descrito como um " pastor emergente amigo da doutrina" e um "neocalvinista".

### Evangelhoversusreligião
A peça central e o alicerce do ministério de Keller tem sido seu ensino da doutrina do evangelho, enfatizando as doutrinas da depravação total, graça irresistível e expiação limitada. Este ensino é resumido em sua explicação frequentemente usada: "O evangelho é este: Somos mais pecadores e imperfeitos em nós mesmos do que ousamos acreditar, mas ao mesmo tempo somos mais amados e aceitos em Jesus Cristo do que jamais ousamos esperança." Esta compreensão do evangelho é contrastada com o que Keller chama de "religião tradicional" (que ele define como um conjunto de regras, rituais ou ações que permitem a um indivíduo ganhar a salvação ou favor de Deus), bem como "irreligião" (que ele define como a crença de que não há Deus ou a necessidade de seu favor). Isso tem sido referido como uma "terceira via do evangelho" ou abordagem "centrada no evangelho". Típico deste ensino é sua interpretação da Parábola do filho pródigo (veja O Deus Pródigo), com base no ensinamento de um dos mentores de Keller, Edmund Clowney.

### Apologética
A pregação e a escrita de Keller em sua apologética são caracterizadas por uma orientação respeitosa em relação a um público cético e educado fora da fé. Seu trabalho mais explícito sobre o assunto é The Reason for God que ele atribui a milhares de conversas com os céticos nova-iorquinos ao longo de seu ministério (Reason, XIX). Em outro lugar, ele escreveu sobre a perda de uma cultura cristã no Ocidente, inclusive nos estabelecimentos acadêmicos e culturais, e a necessidade dos cristãos se contextualizarem ao atual clima cultural secular e antirreligioso.
Sobre o criacionismo, Keller afirma que sua visão não é estritamente literal e que a evolução "não é regulamentada nem excluída" em sua igreja. Keller escreveu sobre o assunto para a Biologos Foundation.
As principais influências de Keller na apologética incluem C. S. Lewis, Cornelius Van Til, John Stott, Alvin Plantinga e Miroslav Volf.

### Idolatria
Outro tema central no ensino de Keller é idolatria, com base em ensinamentos de Martinho Lutero e João Calvino, e sobre os Dez Mandamentos e outras partes da Bíblia. Keller afirma que a adoração de ídolos contemporânea continua hoje na forma de um vício ou devoção ao dinheiro, à carreira, ao sexo, ao poder e a qualquer coisa que as pessoas busquem para dar significado e satisfação na vida que não seja Deus (detalhado em seu livro Deuses Falsos: Eles prometem sexo, poder e dinheiro, mas é disso que você precisa?).

### Justiça social e política
Keller rejeita o "Evangelho social" que tem caracterizado as igrejas protestantes tradicionais, que defende causas políticas liberais e não enfatiza as doutrinas do pecado e do sacrifício substitutivo. No entanto, ele também criticou a aliança evangélica com os republicanos e argumentou que o cristianismo é um movimento global muito mais amplo que concorda com algumas questões liberais e conservadoras (e critica ambas). Ele defendeu doar para causas de caridade e cuidar das necessidades dos pobres com base em textos bíblicos como a Torá e a Parábola do bom samaritano.

### Engajamento cultural
Atribuído em parte à sua congregação de moradores de Manhattan em ascensão, Keller tem sido um líder na aplicação da teologia cristã a vocações seculares, como negócios, arte e empreendedorismo. O Centro de Fé e Trabalho da Redeemer patrocinou concursos de negócios e educação teológica para profissionais que trabalham. Suas opiniões sobre o cristianismo e a cultura são descritas em seus livros Every Good Endeavor e Center Church. Keller é um fã ávido da obra de C. S. Lewis e J. R. R. Tolkien, ambos autores cristãos bem conhecidos, e também apóia os romances de Harry Potter que foram considerados pagãos por certos cristãos conservadores.

### Sexo e gênero
Keller tem uma visão complementar do gênero que acredita que a Bíblia ensina papéis definidos para ambos os gêneros, mas os deveres específicos que acompanham o papel de cada gênero são indefinidos. Ele acredita que "o casamento proporciona o crescimento pessoal que vem por meio de relacionamentos entre gêneros". Ele desenvolve a visão bíblica de sexo e casamento em seu livro The Meaning of Marriage e acredita que a homossexualidade é inconsistente com as Escrituras. Keller é signatário da "Declaração de Manhattan: Um Chamado de Consciência Cristã" e se opõe ao aborto, mas não se opõe à contracepção.

### Cidades e plantação de igrejas urbanas
Enquanto estava no Westminster Theological Seminary, Keller foi orientado por Harvie Conn, um dos primeiros defensores do ministério em centros urbanos, e foi recrutado para iniciar a Igreja Presbiteriana do Redentor devido à escassez de igrejas biblicamente ortodoxas no centro de Manhattan.
Desde então, ele se tornou um porta-voz mundial da necessidade de criar novos tipos de igrejas em centros urbanos para lidar com a rápida urbanização. Ele fez um discurso plenário sobre o assunto na Conferência de Lausanne de 2010.
Por meio da Redeemer City to City, Keller orienta e preside uma rede de igrejas no centro das cidades que representam valores ministeriais semelhantes em todo o mundo. Ele escreve extensivamente sobre a importância das cidades e dá uma estrutura teológica bíblica para o ministério nas cidades em seu livro sobre o ministério, Center Church.

## Morte
O pastor Tim Keller faleceu na manhã de 19 de maio de 2023, cercado pela família, após anos de luta contra o câncer no pâncreas. Segundo relato público, por meio de seu filho Michael Keller (em publicação no Twitter, de 18 de maio de 2023), suas derradeiras orações foram: "Me leve pra Casa".

## Publicações
- Resources for Deacons: Love Expressed through Mercy Ministries (Christian Education and Publications, 1985) ISBN 0-9703541-6-9
- Ministries of Mercy: The Call of the Jericho Road (P&R Publishing, 1997) ISBN 0-87552-217-3
- Church Planter Manual (Redeemer Presbyterian Church, 2002)
- The Reason for God: Belief in an Age of Skepticism (Dutton Adult, 2008) ISBN 0-525-95049-4
- The Prodigal God: Recovering the Heart of the Christian Faith (Dutton Adult, 2008) ISBN 0-525-95079-6
- Counterfeit Gods: The Empty Promises of Money, Sex, and Power, and the Only Hope that Matters (Dutton Adult, 2009) ISBN 0-525-95136-9
- Generous Justice: How God's Grace Makes Us Just (Dutton Adult, November 2010) ISBN 0-525-95190-3
- King's Cross: The Story of the World in the Life of Jesus (Dutton Adult, February 2011) ISBN 0-525-95210-1
- The Meaning of Marriage: Facing the Complexities of Commitment with the Wisdom of God (Dutton Adult, 2011) ISBN 0-525-95247-0
- The Freedom of Self Forgetfulness: The Path to True Christian Joy (10Publishing, 2012) ISBN 978-1906173418
- Center Church: Doing Balanced, Gospel-Centered Ministry in Your City (Zondervan, 2012) ISBN 0-310-494184
- Every Good Endeavor: Connecting Your Work to God's Work (Dutton, 2012) ISBN 978-0-525-95270-1
- Galatians For You (The Good Book Company, 2013) ISBN 978-1908762573
- Judges For You (The Good Book Company, 2013) ISBN 978-1908762900
- Walking with God through Pain and Suffering (Dutton, 2013) ISBN 978-0-525-95245-9
- Encounters with Jesus: Unexpected Answers to Life's Biggest Questions (Dutton, 2013) ISBN 978-0-525-95435-4
- Romans 1–7 For You (The Good Book Company, 2014) ISBN 978-1908762917
- Prayer: Experiencing Awe and Intimacy with God (Dutton, 2014) ISBN 978-0-525-95414-9
- Center Church Europe (Wijnen, Uitgeverij Van, 2014) Os colaboradores são José de Segovia, Leonardo De Chirico, Michael Herbst, Frank Hinkelmann, Martin de Jong, Jens Bruun Kofoed, Daniel Liechti, András Lovas, David Novak, Stefan Paas e Martin Reppenhagen. ISBN 978-9-051-94480-8
- Romans 8–16 For You (The Good Book Company, 2015) ISBN 978-1910307298
- Preaching: Communicating Faith in an Age of Skepticism (Viking, 2015) ISBN 978-0-525-95303-6
- The Songs of Jesus: A Year of Daily Devotionals in the Psalms (Viking, 2015) ISBN 978-0-525-95514-6
- Making Sense of GOD: An Invitation to the Skeptical[24] Viking ISBN 9780525954156 ebk. ISBN 9780698194366
- Hidden Christmas: The Surprising Truth Behind the Birth of Christ (Viking, Nov 2016) ISBN 978-0735221659
- God's Wisdom for Navigating Life: A Year of Daily Devotions in the Book of Proverbs (Viking, 2017) ISBN 978-0735222090
- The Prodigal Prophet: Jonah and the Mystery of God's Mercy (Viking, 2018) ISBN 978-0735222069
- The Meaning of Marriage: A Couple's Devotional: A Year of Daily Devotions (Viking, 2019) ISBN 978-0525560777
- How to Reach the West Again (Redeemer City to City, 2020) ISBN 978-0578633756
- On Birth (Penguin Books, 2020) ISBN 978-0143135357
- On Marriage (Penguin Books, 2020) ISBN 978-0143135364
- On Death (Penguin Books, 2020) ISBN 978-0143135371
- Hope in Times of Fear: The Resurrection and the Meaning of Easter (Viking, 2021) ISBN 978-0525560791, 0525560793
- Forgive: Why Should I and How Can I? (Viking, 2022) ISBN 9780525560746

### Contribuições em volumes editados
- «Puritan Resources for Biblical Counseling». The Journal of Pastoral Practice. 9 (3): 11–44. 1988
- Schaller, Lyle E, ed. (1993), Center City Churches: The New Urban Frontier, ISBN 0-687-04802-8, Abingdon Press.
- «Preaching to the Secular Mind». The Journal of Biblical Counseling. 14 (1): 54–62. 1995
- Bustard, Ned, ed. (2000), It Was Good: Making Art to the Glory of God, ISBN 978-0-9785097-1-2, Square Halo Books.
- Carson, DA, ed. (2002), Worship by the Book, ISBN 0-310-21625-7, Zondervan.
- Piper, John; Taylor, Justin, eds. (2007), The Supremacy of Christ in a Postmodern World, ISBN 978-1-58134-922-1, Crossway Books.
- Willard, Dallas, ed. (2010), A Place for Truth: Leading Thinkers Explore Life's Hardest Questions, ISBN 978-0-8308-3845-5, IVP Books
- Cunningham, Richard, ed. (2017), Serving the Church, Reaching the World: Essays in Honour of Don Carson, ISBN 978-1-7835-9593-8, IVP UK
- Keller, Tim; Inazu, John, eds. (2020), Uncommon Ground: Living Faithfully in a World of Difference, ISBN 978-1-4002-1960-5, Nelson Books.